# 鮪魚
，是一種海水魚類，屬於鯖科下面的金槍魚族（學名：Thunnini）。本族包含5屬15種鮪魚，各物種之間大小變化很大，最小的鮪魚是圓舵鰹，其最大長度為50 cm（1.6英尺），重量為1.8（4磅）；最大的鮪魚則是北方藍鰭金槍魚，其最大長度為4.6米（15英尺），重量為684（1,508磅），平均長度為2米（6.6英尺），據信其壽命可以長達50歲。
鮪魚、月魚屬以及鼠鯊目是目前僅存可將體溫維持在比周圍水體溫度高的物種。鮪魚是一種活躍而敏捷的食肉動物，該物種擁有光滑的流線型身體，也是游動速度最快的遠洋魚類之一；舉例，黃鰭金槍魚的游動速度可達75 km/h（47 mph）。鮪魚常在溫暖海域出現，故而成為一種大量商業捕撈的对象，也是釣魚活動當中的一種受歡迎魚類。然而，由於人類的過度捕撈，藍鰭金槍魚等部分鮪魚物種已深陷滅絕危機。

## 詞源
鮪魚的英語衍生自古希臘語的中世紀拉丁語格式──而該詞又衍生自，「匆忙、飛奔」之意。
然而，英文种的直接來源為美洲西班牙語，並依序源自西班牙語「atún」、安達盧西亞阿拉伯語「at-tūn」（同化於阿拉伯语的‎，al-tūn，現代阿拉伯語為‎），然後再往前才是自上述提及之希臘語和拉丁文之來源。

## 分類
金槍魚族為單系群演化支，包含5個屬及15個物種：
- 鯖科
  - 金槍魚族：鮪魚
    - 細鰹屬：細鰹，英語稱細鮪魚（slender tuna）
    - 舵鰹屬：扁舵鰹，英語稱扁舵鮪魚（frigate tuna）
    - 巴鰹屬：巴鰹，英語稱小鮪魚（little tuna）
    - 鰹屬：正鰹，英語稱（skipjack tuna）
    - 金槍魚屬：長鰭鮪魚（albacore）、真鮪魚（true tuna）
      - 金槍魚亞屬：藍鰭鮪魚族群
      - 新金槍魚亞屬：黃鰭鮪魚族群

## 外部連結
- Bluefin Tuna, Chinese Cobra and Others Added to Red List of Threatened Species （页面存档备份，存于）, Scientific American, November 18, 2014
- How Hot Tuna (and Some Sharks) Stay Warm （页面存档备份，存于） National Science Foundation, October 27, 2005
- 臺灣魚類資料庫 （页面存档备份，存于）
- 鮪魚季 要不要吃鮪魚？ （页面存档备份，存于）